# Српске народне приповетке
Српске народне приповетке је збирка приповедака које је скупио и издао Вук Стефановић Караџић у Бечу 1853. године, а књига је штампана у штампарији јерменског манастира.
Вуков оглас за Српске народне приповетке стоји на почетку књиге, пре предговора где Вук каже:
„Опростивши се рјечника, не дангубећи ни мало рад сам се трудити еда бих јоште што од смрти уграбио и на свијет издао. И тако ево најприје нашијех народнијех приповиједака, за које мислим да ће у своме роду бити тако знатне као што су народне пјесме у своме. Као што су пјесме углед језика наше народне поезије, тако ће ове приповијетке бити углед народнога језика у прози. Као што сам пјесме штампао у различнијем нарјечијама, како сам коју гђе добио, тако ће бити наштампане и ове приповијетке: биће их из Бачке, из Сријема, из Србије, из Херцеговине, из Боке Которске и т. д. Књига ће ова особито бити за младеж и мушку и женску, а и стари људи и жене читаће је с великом радости како ради чистога народног језика тако и ради народнијех мисли у овој струци умотворине народа нашега. Књига ће ова бити око петнаест табака велика, и цијена јој је за пренумеранте двије цванцике и по у сребру, или једна форинта у новцима од хартије који данас овђе иду мјесто сребра, а за пренумеранте из Русије једна рубља у сребру (сü пересűлкоţ). Пошто књига изиђе на свијет, биће јој цијена у сребру три цванцике, а у хартији једна форинта и дванаест крајцара или три форинте у шајну. Новци се не ишту напријед, него само имена од пренумеранта за које су скупитељи увјерени да ће књигу одмах платити кад је приме. За скупљање пренумеранта особито молим ону господу који су ми купили пренумеранте на рјечник. Вријеме пренумерације трајаће до свршетка мјесеца Јунија. Из Србије опет ће најбоље бити да се имена од пренумеранта пошаљу у Биоград Г. Јовану Гавриловићу, начелнику у попечитељству финансије, а из осталијех мјеста на мене, додавши на писму ауф дер Ландстрассе, ам Хеумаркет Нр. 517 ин Њиен. Господи скупитељима даће се по обичају једанаеста књига на дар.
Мјесто овијех приповиједака мислио сам сад штампати обичаје, или управо рећи живот народа нашега, али сам ово за сад одгодио, да бих које љетос у Србији које преко пријатеља својијех из другијех крајева о томе још којешта дознао, тако ће ово, ако Бог да здравље, бити прва књига моја послије приповиједака. У овој ће књизи бити гђекоје ствари из рјечника у ред намјештене и многијем којечим новијем чега у рјечнику нема, састављене и потпуњене.''“
У Бечу о Сретенију 1852.